# テレビマンユニオン
株式会社テレビマンユニオン（英: TV MAN UNION,INC.）は、日本のテレビ番組制作プロダクション。

## 歴史・概要
1970年2月25日、東京放送（現・TBSホールディングス）を退職したディレクターが中心となって設立した日本で最初の独立系制作プロダクションである。技術分室は東京都港区赤坂6-4-2 赤坂MSビルディング。
設立の背景には、1967年10月にTBSのニュース番組『JNNニュースコープ』で放送されたベトナム戦争報道『ハノイ―田英夫の証言』を巡り、自民党の怒りを買った事から担当したスタッフが現場から外されたこと、更に1968年3月、新左翼の後援を受けた三里塚芝山連合空港反対同盟の人員及びプラカードを輸送したTBS成田事件による処分に対して、TBS闘争と呼ばれる労働組合（ユニオン）員の報道局員がストライキをうった労働争議があった。この流れのなかで報道部門の萩元晴彦と村木良彦、ドラマ部門の今野勉らディレクターが、1969年にTBSを退社。翌年のテレビマンユニオン設立に繋がった。
テレビマンユニオンは、TBSから発注された仕事を中心にこなしながら、数々のヒット番組を制作する。その成功に倣って、以降、制作プロダクションが続々と設立された。得手分野は海外取材や海外ロケを敢行する番組であり、日本テレビ系『アメリカ横断ウルトラクイズ』やTBS系『日立 世界・ふしぎ発見!』などが代表的番組である。
現在の筆頭株主は、いわゆる従業員持株会の「テレビマンユニオンスタッフ」であるが、発起人の多くが在籍していたTBSテレビ、及びTBSアクト（旧東通）も大株主の一つとしてあがっている。

### テレビ論
独立系制作プロダクションの草分けと位置付けられ、制作業界ではオピニオンリーダー的立場を担ってきた。制作する番組は、テレビ番組に贈られる各賞を毎年のように受賞する。
同社がオピニオンリーダーと目される理由は、メンバーたちが徹底したテレビ論を発信し続けている点にある。
設立メンバーである萩元晴彦・村木良彦・今野勉の共著『お前はただの現在にすぎない テレビになにが可能か』（1969年）では、テレビ的表現とは何かを様々な人物へのインタビューなどを通して掘り下げた。テレビマンユニオンメンバーの精神的支柱ともなっているこの本は、表現の世界を志す大学生などに影響を与え、この本を契機にジャーナリストを志した者も多いという。現在もなお、テレビ論の名著と高く評価されている。

### 演出手法
表現論でも様々な手法を開拓してきた。日本初のドキュメンタリードラマ『太平洋戦争秘話 「緊急暗号電、祖国ヨ和平セヨ!」 - 欧州から愛をこめて』（1975年）では、ドラマとドキュメンタリーという異なるジャンルを融合させた。また、日本初の3時間ドラマ『海は甦える』（1977年）はのちの長時間ドラマブームの先駆けとなった。
制作会社で小型ビデオカメラを使った撮影を行ったのは同社が最初である。発足当初の1970年代にはスタジオを使えなかったという事情を逆手にとって、小型のビデオカメラを用いて屋外ロケをする番組を次々と制作。『遠くへ行きたい』、『マイテレビジョン』などは、当時出始めたENGと呼ばれる小型ビデオカメラを使用した先駆的な作品と評されている。それまでビデオカメラは大型で、ロケでは16ミリのフィルムカメラを使用していた。
また、日本で初めてビデオ撮影の海外ロケを行なったのも、同社の『欧州から愛をこめて』の撮影においてである。独立プロダクションの同社のビデオ撮影作品を支えたのは、1975年に東洋現像所（現・IMAGICA）が設立したビデオのポスト・プロダクション施設だった。
創設メンバーらは、TBS退職時に退職金の代わりに「チビ中」という愛称で使用してきた中継車1台の譲渡とする交渉を試みた。この中継車の機動性を利用し、街中からドラマも含めた番組制作を行うというアイデアがあった。結局この交渉は成立しなかった。

### 「下請け」からの脱却
「制作会社＝テレビ局の下請け」という構図から脱却し、独立した創造集団を目指してきたのも同社の特徴である。
3時間ドラマ『海は甦える』の制作においては、放送局のTBSではなく広告主である日立製作所へ企画を持ち込んだ。そして日立を直接スポンサーとして迎えた後に、TBSへ放送を持ちかけている。同じような手法で番組が立ち上がった『日立 世界・ふしぎ発見!』は、日立（グループ）の単独提供として30年以上続く長寿番組となっている。

### 積極的な経営
同社のドキュメンタリーディレクター・是枝裕和が1995年、映画『幻の光』を監督したのを皮切りに映画制作も積極的に行っている。同作品は、第52回ヴェネツィア国際映画祭で金のオゼッラ賞を獲得したほか、2004年に制作した映画『誰も知らない』（監督・是枝裕和）では主演俳優・柳楽優弥が、第57回カンヌ国際映画祭の最優秀男優賞を受賞した。
1996年の5月には、シネフィルの設立に際して出資を行なった。シネフィルはパーフェクTV!（後にスカイパーフェクTV!）で芸術的な映画を専門に放送するチャンネル「洋画★シネフィル・イマジカ」を運営する会社である。

### 経営手法
株式会社ではあるが、「ユニオン」の名が示すように、「働くこと（製作）・資本出資（所有）・経営」の3つの要素、いわゆる労働者協同組合や特定非営利活動法人の概念にほぼ近いものを、全メンバーで担う組合的な会社運営がなされる。テレビマンユニオンではこの制度をメンバーシップ制と呼んでいる。メンバー全員が株主であり、役員はメンバーの互選で選ばれる。また、待遇も採用の初年度こそ社員扱いであるが、メンバーになって以後は、出来高制となり、個人の才覚を重視して独立性が重んじる方針がとられている。。
主要株主として設立以来タレントの萩本欽一が名を連ね、かつては映画監督の伊丹十三も株主のひとりだった。
ただ、過去に同社に在籍経験のある複数の人物が、「若手を使い潰す」「奴隷生活」といった点を問題としている。元同社社員（1992年入社）でルポライターの麻生晴一郎は「創設したばかりの頃は、視聴者を挑発するような組織だったようです」と語りつつも、「入社時は、誰もがやりたいことを持っていた筈です。でも、出来ないという現実を受け入れ、いつしか諦めていくんですね。それを成長と錯覚させるのが、あの社の土壌だったと僕は受け止めています」「在籍3年目くらいまでの社員は、自らの企画を立ち上げることなど認めない不文律がありました」と、若手の夢を摘んでいく様子を明らかにしている。

## 制作番組

### 放送中のテレビ番組
2022年4月現在。
- 世界・ふしぎ発見!（TBS）
- 遠くへ行きたい（読売テレビ）
- 食彩の王国（テレビ朝日）
- 情熱大陸（毎日放送、制作協力）※不定期
- 世界ふれあい街歩き（NHK、制作協力）
- 魔改造の夜（NHK、制作協力）
- サラメシ（NHK）
- ZIP!（日本テレビ、制作協力）
- 新説!所JAPAN→所JAPAN  (関西テレビ) ※不定期
- 古代文明ミステリー たけしの新・世界七不思議 (テレビ東京)

### 過去のテレビ番組
情報・バラエティ
- アメリカ横断ウルトラクイズ（日本テレビ、※制作協力）
- オーケストラがやってきた（TBS）
- ターニングポイント（朝日放送）
- 健康クイズ（テレビ東京・フジテレビ）
- ジャングルブック（テレビ朝日）
- マジック王国（テレビ東京）
- 地球ZIGZAG（毎日放送）
- 時空警察 PARTI - V（日本テレビ）
- マリオスクール（テレビ東京）
- 世界プチくら!（朝日放送）
- クイズ!家族でGO!!  (毎日放送)
- 三宅式こくごドリル（テレビ東京）
- 未来創造堂（日本テレビ、※制作協力）
- グレートマザー物語（テレビ朝日、※隔週で製作）
- おかえり!（テレビ朝日）
- アートの遺伝子Z（日本テレビ）
- クイズモンスター（NHK）
- モテケン（テレビ東京）
- 語源刑事（テレビ東京）
- パソコン宇宙大作戦（TBS）
- 神々の詩（TBS、※一部製作）
- オトナの資格（日本テレビ）
- ウルルンシリーズ（毎日放送）
  - 世界ウルルン滞在記
  - 世界ウルルン滞在記"ルネサンス"
  - 世界ウルルン滞在記2008
- 地球45億年の奇跡I&II（フジテレビ）
- テスト・ザ・ネイション（テレビ朝日、※企画制作）
- 世界ウルルン滞在記リターンズ（BS-i 現:BS-TBS）
- 商品降臨（テレビ東京）
- 美味旬感（テレビ朝日）
- ホムカミ〜ニッポン大好き外国人 世界の村に里帰り〜（毎日放送）
- 心ゆさぶれ!先輩ROCK YOU（日本テレビ）
- さまぁ〜ずの世界のすげぇにツイテッタ〜（毎日放送）
- 疲労回復テレビ（NHK総合）
- 元気増進!健康堂本舗（テレビ東京）

特別番組
- 放送広告の日特別番組（1976年〜1987年、全民放テレビ）

ドラマ
- オズの魔法使い（日本テレビ）
- 海は甦える（TBS）
- ピーマン白書（フジテレビ）
- ドラマ30 愛のたくらみ（中部日本放送）
- 奇跡の動物園〜旭山動物園物語〜（フジテレビ）
- 怨み屋本舗（テレビ東京）
- ツレがうつになりまして。（NHK）
- 少女たちの日記帳 ヒロシマ 昭和20年4月6日〜8月6日（NHK）
- 傍聴マニア09〜裁判長!ここは懲役4年でどうすか〜（読売テレビ）
- 離婚同居（NHK）
- URAKARA（テレビ東京）
- 長谷川町子物語〜サザエさんが生まれた日〜（フジテレビ）
- ゴーイング マイ ホーム（関西テレビ）
- 開拓者たち（NHK）
- ハクバノ王子サマ（読売テレビ）
- 小暮写眞館（NHK）
- ラジオ（NHK）
- 一番電車が走った（NHK）
- わたしが子どもだったころ（NHK）
- 新世代が解く!ニッポンのジレンマ（NHK）
- きじまりゅうたの小腹すいてませんか?（NHK）
- 美しき酒呑みたち（BSフジ）

## 制作映画
- 幻の光（1995年、監督：是枝裕和）
- 落下する夕方（1998年、監督：合津直枝）
- ワンダフルライフ（1998年、監督：是枝裕和）
- DISTANCE（2001年、監督：是枝裕和）
- うつつ（2002年、監督：当摩寿史）
- 蛇イチゴ（2003年、監督：西川美和）
- カクト（2003年、監督：伊勢谷友介）
- 誰も知らない（2004年、監督：是枝裕和）
- スクールデイズ（2005年、監督：守屋健太郎）
- スキージャンプ・ペア Road to TORINO 2006（2006年、監督：小林正樹）
- TAKI183（2006年、監督：小林正樹）
- 花よりもなほ（2006年、監督：是枝裕和）
- ゆれる（2006年、監督：西川美和）
- 歩いても 歩いても（2008年、監督：是枝裕和）
- ディア・ドクター（2009年、監督：西川美和）
- 空気人形（2009年、監督：是枝裕和）
- シーサイドモーテル（2010年、監督：守屋健太郎）
- はじまりの記憶 杉本博司（2012年、監督：中村佑子）
- がんばっぺフラガール！〜フクシマに生きる。彼女たちのいま(2014年、監督：小林正樹）
- その夜の侍（2012年、監督：赤堀雅秋）
- 福福荘の福ちゃん（2014年、監督：藤田容介）
- あえかなる部屋 内藤礼と、光たち（2015年、監督：中村佑子）
- 裏ゾッキ (2021年、監督：篠原利恵
- パンケーキを毒見する（2021年、監督：内山雄人）

## 配給作品
- 世界一美しい本を作る男〜シュタイデルとの旅〜（日本公開2013年、監督：ゲレオン・ヴェツェル&ヨルグ・アドルフ）
- 写真家ソール・ライター 急がない人生で見つけた13のこと（日本公開2015年、監督：トーマス・リーチ）

## おもな受賞歴
1972年
- 「遠くへ行きたい 伊丹十三の日の出撮影大作戦」 ギャラクシー賞 第20回期間選奨
- 「オーケストラがやって来た」 テレビ大賞 優秀番組賞

1975年
- 萩元晴彦を代表とするテレビマンユニオン テレビ大賞 特別賞
- 「太平洋戦争秘話 『緊急暗号電、祖国ヨ和平セヨ!』 - 欧州から愛をこめて」 テレビ大賞 優秀番組賞

1977年
- 「海は甦える」 　テレビ大賞　優秀番組賞

1978年
- 「蒸気が世界を動かした」 ロンドン科学博物館 第12回科学放送賞

1980年
- 「小澤征爾の世界〜萩元晴彦音楽レポート」 ギャラクシー賞 第17回選奨
- （株）テレビマンユニオン テレビ大賞特別賞

1982年
- 「印象派・光と影の画家たち」 ギャラクシー賞

1983年
- 「ドキュメンタリー特集・生命潮流」 テレビ大賞 優秀番組賞
- 「波の盆」 テレビ大賞 優秀番組賞、文化庁芸術祭 テレビドラマ部門大賞

1984年
- 「波の盆」 ATP賞 グランプリ
- 「ふたりの約束」 テレビ大賞 優秀番組賞

1987年
- 「史上最大!アメリカ横断ウルトラクイズ 10周年記念シリーズ」 ギャラクシー特別賞、ATP賞 優秀賞

1988年
- 「史上最大!アメリカ横断ウルトラクイズ」 ギャラクシー賞25周年記念 特別賞・ユーモア賞

1991年
- 「NONFIX しかし…福祉切り捨ての時代に」 ギャラクシー優秀賞
- 「ベルリン美術館 もうひとつのドイツ統一」 ギャラクシー特別賞

1995年
- 「NONFIX SPECIAL 彼のいない八月が」 ギャラクシー第32回選奨
- 「月曜スペシャル 真昼の月 続・病院で死ぬということ」 第21回放送文化基金賞（ドラマ部門）奨励賞
- 「赤い夕日 小澤征爾、故郷の指揮台に立つ」 第10回文化庁芸術作品賞
- 「三宅一生ドキュメンタリー ISSEY MIYAKE MOVES」 第42回コロンバス国際映画ビデオ祭 ブロンズ・アワード、第30回シカゴ国際映画祭 優秀賞、第28回ヒューストン国際映画祭 芸術文化部門 ブロンズ・アワード、第25回ナショナル・エデュケイショナル映画ビデオ祭 金賞
- 映画「幻の光」 第52回ヴェネツィア国際映画祭 金のオゼッラ賞、第14回バンクーバー国際映画祭 ドラゴン＆タイガーヤングシネマ賞（新人賞グランプリ）、第31回シカゴ国際映画祭 グランプリ（ゴールドヒューゴ賞）、第28回ジョルジュ・サドゥール賞 審査員特別賞

1996年
- 「ドキュメンタリー人間劇場 鬼が染めし一竹辻が花」 第44回コロンバス国際フィルム&ビデオ・フェスティバル ブロンズ賞
- 「NONFIX SPECIAL 彼のいない八月が（NONFIX "August Without Him"）」 第44回コロンバス国際フィルム&ビデオ・フェスティバル 優秀作品賞

1997年
- 「世界ウルルン滞在記」 第5回橋田賞
- 「記憶が失われた時〜ある家族の2年半」 第23回放送文化基金賞
- 「神々の指紋スペシャル」 第45回コロンバス国際フィルム&ビデオ・フェスティバル 優秀作品賞

1998年
- 「神々の指紋スペシャル」 第40回ニューヨークフェスティバル テレビ番組ドキュメンタリーヒストリー&ソサェティー部門 銀賞
- 映画「ワンダフルライフ」 ナント三大陸国際映画祭 グランプリ、サン・セバスチャン国際映画祭 国際映画批評家連盟賞、トリノ国際映画祭 最優秀脚本賞

1999年
- 映画「ワンダフルライフ」 ブエノスアイレス映画祭 グランプリ
- 「課外授業ようこそ先輩」 第25回放送文化基金賞　個人・グループ部門（放送文化）

2000年
- 「花の中の華、桜と牡丹を描く 〜中島千波・創作の軌跡〜」 第48回コロンバス国際フィルム&ビデオ・フェスティバル　優秀作品賞

2001年
- 「子供が見たルーヴル美術館」 ニューヨークフェスティバル アートドキュメンタリー部門 金賞、第37回シカゴ国際テレビジョン 教育部門 優秀賞
- 映画「DISTANCE」 第16回高崎映画祭 最優秀作品賞
- 「世界ウルルン滞在記」 グッドデザイン賞・審査委員長特別賞・メディアデザイン賞

2002年
- 「世界ふしぎ発見!」 第10回橋田賞

2005年
- テレビマンユニオン第53回菊池寛賞
- 「ルネサンス500年・ヴァザーリの回廊」第55回芸術選奨文部科学大臣賞
- 映画「スキージャンプ・ペア〜Road to TORINO 2006〜」第18回東京国際映画祭 日本映画ある視点部門 特別賞

2006年
- 「五嶋龍のオデッセイ」（第1回〜10回）第23回ATP賞2006特別賞

2010年
- 「少女たちの日記帳 ヒロシマ 昭和20年4月6日〜8月6日」第27回ATP賞テレビグランプリ2010総務大臣賞・文化庁芸術祭参加作品

2012年
- 「開拓者たち」 第54回毎日芸術賞・第29回ATP賞テレビグランプリ2012総務大臣賞・第49回ギャラクシー賞テレビ部門奨励賞

2013年
- テレビマンユニオン放送批評懇談会50周年記念賞
- 「ラジオ」第68回文化庁芸術祭テレビドラマ部門大賞・国際エミー賞テレビ映画部門ノミネート・シカゴ国際映画祭テレビ賞長編テレビ映画部門金賞・アジアテレビ祭単発ドラマ部門ノミネート・ドイツワールドメディアフェスティバル エンターテインメントその他部門金賞・国際ドラマフェスティバル in TOKYO2013東京ドラマアウォード2013 単発ドラマ部門優秀賞

2015年
- 「ベニチオ・デル・トロ 広島へ行く」2015年ドイツワールドメディアフェスティバル ドキュメンタリー部門（トラベル）銀賞

## 所属タレント・アーティスト
- 竹内海南江（『世界・ふしぎ発見!』リポーター）
- 華恵（エッセイスト）
- ミゲル・ロドリゴ（フットサル指導者）

音楽事業部所属
- 加藤訓子（マリンバ奏者）
- 中山浩佑（トランペッター）
- 畑中正人（作曲家、ピアニスト）
- 松本和将（ピアニスト）